# Psilocephala sauteri
Psilocephala sauteri är en tvåvingeart som beskrevs av Krober 1912. Psilocephala sauteri ingår i släktet Psilocephala och familjen stilettflugor.
Artens utbredningsområde är Taiwan. Inga underarter finns listade i Catalogue of Life.